# Lannea cinerascens
Lannea cinerascens är en sumakväxtart som beskrevs av Adolf Engler. Lannea cinerascens ingår i släktet Lannea och familjen sumakväxter. Inga underarter finns listade i Catalogue of Life.